# Holocryptis erosides
Holocryptis erosides är en fjärilsart som beskrevs av George Francis Hampson 1902. Holocryptis erosides ingår i släktet Holocryptis och familjen nattflyn. Inga underarter finns listade i Catalogue of Life.